# Giovanni Cappelli
Giovanni Cappelli (Finalborgo, 12 febbraio 1920 – ...) è stato un calciatore italiano, di ruolo centrocampista.

## Caratteristiche tecniche
Giocò nel ruolo di mediano destro.

## Carriera
Giocò in Serie A con il Liguria, che nel 1941-1942 lo cedette in prestito al Varezze. Militò poi nel Savona

## Palmarès

### Club

#### Competizioni nazionali
- Serie B: 1

Liguria: 1940-1941
- Serie C: 1

Savona: 1947-1948